# Карл III (герцог Савойи)
Карл III Савойский, также Карл Добрый (итал. Carlo III di Savoia detto il Buono; 10 октября 1486 — 17 августа 1553) — герцог Савойский с 1504 года. Большая часть герцогства с 1536 года и вплоть до его смерти находилась в управлении племянника герцога — короля Франции Франциска I, который рассматривал её как плацдарм для ведения Итальянских войн с Габсбургами.

## Биография
Карл был младшим из сыновей Филиппа II (Филиппо) Безземельного и его второй жены Клодины де Бросс, которая потенциально могла претендовать на наследование бретонской короны.
В детстве Карл не предназначался для наследования какой-либо короны. Лишь когда ему исполнилось 10 лет, отец неожиданно (после смерти своего внучатого племянника Карла II) стал герцогом Савойи и главой Савойской династии.
В 1497 году единокровный брат Карла Филиберт наследовал титул герцога Савойского, но умер в 1504 году. Таким образом, в 18 лет Карл стал герцогом. Как и последующие наследники, он именовал себя королём Кипра, Иерусалима и Армении, памятуя о наследии своей бабки, Анны Кипрской. Только в 1713 году савойский правитель Виктор-Амадей II получил признание этих титулов от королей Испании и Франции.
На протяжении всего своего правления Карл оставался верным союзником главы Габсбургского дома Карла V, с которым сражался его племянник Франциск I. По этой причине французы вторгались в его герцогство несколько раз, и к 1536 году захватили почти все его владения.
Сам герцог провел оставшуюся часть жизни фактически в изгнании, при дворах своих родственников. В памяти потомков Карл Добрый остался главным образом как тиран, заточивший в Шильонском замке свободолюбивого Бонивара. Эта мера не предотвратила потерю савойцами в 1530-х годах швейцарских владений, включая Женеву, Лозанну и Ваадт.

## Семья
Карл III был женат на Беатрисе Португальской (1504—1538), дочери португальского короля Мануэла I. У пары было 9 детей, но совершеннолетия достиг только Эммануил Филиберт.